# Lucien Rogé
Pour les articles homonymes, voir Rogé.

a Compétitions nationales et continentales officielles uniquement.

b Matchs officiels uniquement.
Lucien Rogé, est né le 19 octobre 1932 à Cessenon. C’est un ancien joueur de rugby à XV, qui a joué avec l'équipe de France de 1952 à 1960 et avec l'AS Béziers, évoluant au poste de trois-quarts aile (1,78 m pour 75 kg). 

## Carrière

### En club
- AS Béziers

### En équipe nationale
Il a disputé son premier test match le 17 mai 1952, contre l'équipe d'Italie, et son dernier test match fut contre l'équipe d'Angleterre, le 27 février 1960.

## Palmarès

### En club
- Champion d'Europe des clubs (F.I.R.A) :
  - Champion (1) : 1962[1]
- Championnat de France de première division :
  - Vainqueur (1) : 1961
  - Vice-champion (1) : 1960
- Challenge Yves du Manoir :
  - Finaliste (1) : 1961
- Coupe de France :
  - Finaliste (1) : 1950.

### En équipe nationale
- Sélections en équipe nationale : 15
- 4 essais (12 points)
- Sélections par année : 1 en 1952, 3 en 1953, 3 en 1954, 2 en 1955, 3 en 1956, 1 en 1957 et 2 en 1960
- Tournois des Cinq Nations disputés : 1953, 1954, 1955, 1956, 1957, 1960
- Coupe d'Europe FIRA de rugby à XV 1952
- Vainqueur du Tournoi des cinq nations avec la France en 1954, 1955 et 1960